# 新撰組北翔伝 晨星落落
『新撰組北翔伝 晨星落落』（しんせんぐみほくしょうでん しんせいらくらく）は、トムス・ミュージックより発売された女性向けシチュエーションCD作品。
コンセプトは「明治維新以降の新撰組を切ない恋愛模様とともに描いたシリーズ」。
既存の新撰組作品が、結成時からの試衛館メンバーを中心に京都を舞台に描かれたものが多い中、明治維新以降、戊辰戦争終焉までの内容を扱っている。
恋愛以外は概ね史実に忠実に描かれており、第一巻についてはヒロインも実在の人物を元にしているとの記述があった。
斎藤一、野村利三郎、相馬主計、市村鉄之助、土方歳三の全五巻の発売が発表されている。

## 作品
第一巻 斎藤一（出演：石川界人）
慶応四年。会津戦争が舞台。
第二巻 野村利三郎 （出演：岸尾だいすけ）
慶応四年。函館、宮古湾海戦が舞台。
第三巻 相馬主計 （出演：浪川大輔）
第二巻と対になる内容。函館戦争、弁天台場が舞台。
第四巻 市村鉄之助 （出演：柿原徹也）
慶応四年。函館、宮古湾海戦敗戦後。
第五巻 土方歳三 （出演：未定）